# Dopolavoro Aziendale Falck 1936-1937
Questa voce raccoglie le informazioni riguardanti il Dopolavoro Aziendale Falck nelle competizioni ufficiali della stagione 1936-1937.

## Rosa
| N. |                   | Ruolo | Calciatore         |
| -- | ----------------- | ----- | ------------------ |
|    | Italia (bandiera) | D     | Ennio Bacchio      |
|    | Italia (bandiera) | C     | Osvaldo Balbiani   |
|    | Italia (bandiera) | A     | Attilio Belloni    |
|    | Italia (bandiera) | C     | Gino Berti         |
|    | Italia (bandiera) | A     | Aurelio Biassoni   |
|    | Italia (bandiera) | A     | Carlo Biraghi      |
|    | Italia (bandiera) | A     | Vittorio Bonifacio |
|    | Italia (bandiera) | C     | Felice Comelli     |
|    | Italia (bandiera) | D     | Mario Comotti      |
|    | Italia (bandiera) | P     | Mario Fontana      |
|    | Italia (bandiera) | A     | Davide Gatti       |

| N. |                   | Ruolo | Calciatore           |
| -- | ----------------- | ----- | -------------------- |
|    | Italia (bandiera) | C     | Isidoro Magni        |
|    | Italia (bandiera) | D     | Pierino Meda         |
|    | Italia (bandiera) | P     | Guerfaldo Perini     |
|    | Italia (bandiera) | A     | Carlo Alberto Quario |
|    | Italia (bandiera) | C     | Alberto Sacchetti    |
|    | Italia (bandiera) | A     | Otto Schäfer         |
|    | Italia (bandiera) | D     | Giuseppe Seregni     |
|    | Italia (bandiera) | A     | Guido Valli          |
|    | Italia (bandiera) | A     | Egidio Viganò        |
|    | Italia (bandiera) | P     | Angelo Villa         |

## Arrivi e partenze
| Acquisti | Acquisti             | Acquisti           | Acquisti     |
| -------- | -------------------- | ------------------ | ------------ |
| C        | Gino Berti           | Anconitana-Bianchi | definitivo   |
| A        | Aurelio Biassoni     | Lazio              | definitivo   |
| A        | Vittorio Bonifacio   | Milan              | definitivo   |
| D        | Pierino Meda         | Monza              | definitivo   |
| P        | Guerfaldo Perini     | Fermana            | definitivo   |
| A        | Carlo Alberto Quario | Anconitana-Bianchi | definitivo   |
| C        | Alberto Sacchetti    | Aquila             | definitivo   |
| D        | Giuseppe Seregni     | ???                | congedo mil. |

| Cessioni | Cessioni         | Cessioni         | Cessioni   |
| -------- | ---------------- | ---------------- | ---------- |
| A        | Eraldo Canavesi  | ???              | definitivo |
| ?        | Aldo Cattaneo    | ???              | definitivo |
| A        | Serafino Carrera | ???              | definitivo |
| D        | Bruno Cescon     | ???              | definitivo |
| A        | Mario Lazzaroni  | ???              | definitivo |
| ?        | Ugo Mauri        | ???              | definitivo |
| ?        | Aldo Pagnini     | ???              | definitivo |
| C        | Carlo Rossoni    | Melegnanese      | definitivo |
| ?        | Giuseppe Solcia  | Baracca (Milano) | definitivo |
| D        | Mario Verga      | ???              | definitivo |